# Salcia (Mehedinți)
Salcia é uma comuna romena localizada no distrito de Mehedinţi, na região de Oltênia. A comuna possui uma área de 63.14 km² e sua população era de 3213 habitantes segundo o censo de 2007.